# Pražský Krysařík

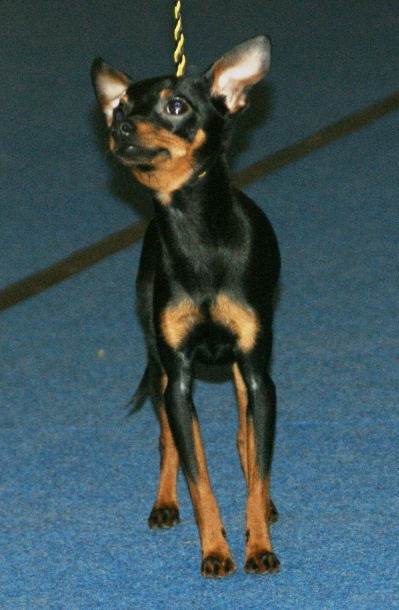
Prazský Krysarík

O Pražský Krysařík é uma pequena raça de cão da República Tcheca.

## Descrição
Também conhecido como Pražský Krysařík, e muitas vezes confundido com o Chihuahua e o Pinscher Miniatura, o Prague Ratter é um pequeno cão de brinquedo. A altura ideal é 20 cm a 23 cm, sendo 2 cm mais curto na altura máxima do que a altura mínima do Pinscher Miniatura. O peso do adulto é principalmente entre 1,5 kg a 3,5 kg. Geralmente, o melhor peso é 2,6 kg. Mais conhecido por sua natureza ativa e animada, o Prague Ratter é uma raça corajosa que é cheia de caráter original. Esses cães minúsculos prosperam em relações fortes e confiáveis com os humanos, adoram receber afeto e desempenhar o papel de cão de colo durante o tempo de inatividade. Esta raça é altamente inteligente e geralmente responde bem ao treinamento básico e comandos. Como animal de estimação, o Prague Ratter é obediente, leal, amoroso e muito carinhoso. O Prague Ratter se adapta bem ao ambiente interno e apartamento em tempo integral, mas ainda gosta de passar um tempo ao ar livre, jogando jogos como buscar, e fazendo longas e tranquilas caminhadas. Eles também são conhecidos por serem um cão muito tranquilo, ao contrário de muitos outros cães pequenos que tendem a ser muito "yappy". Como qualquer cão pequeno, deve-se ter cuidado em permitir que eles desenvolvam a Síndrome do Cão Pequeno, pois eles podem se tornar agressivos se não forem bem socializados desde cedo.